# BN Puppis
BN Puppis (BN Pup / HIP 39666 / CD-29 5535) es una estrella variable en la constelación de Puppis, la popa del Argo Navis. 
Al igual que RS Puppis y AQ Puppis, en esta misma constelación, BN Puppis es una cefeida clásica.
Estas variables son estrellas pulsantes cuyas variaciones son extremadamente regulares.
En el caso de BN Puppis, su brillo oscila entre magnitud aparente +9,20 y +10,40 en un período de 13,6724 días.
De tipo espectral medio G4, su temperatura efectiva es de 5615 ± 81 K.
Tiene un radio 88 veces más grande que el radio solar.
Presenta un contenido metálico comparable al del Sol, siendo su índice de metalicidad [Fe/H] = -0,01.
Los niveles de aluminio y silicio son, respectivamente, un 20% menor y un 25% mayor que los solares, mientras que el sodio es un 73% más abundante que en nuestra estrella ([Na/H] = +0,24), si bien es una característica bien conocida que las supergigantes de la Vía Láctea son sobreabundantes en este elemento.
Su distancia respecto al sistema solar, basada en la relación entre las variaciones de color y del diámetro angular, es de aproximadamente 12.300 años luz.